# Gerben Löwik
Gerben Löwik (Vriezenveen, Twenterand, Overijssel, 29 de juny de 1977) és un ciclista neerlandès, professional entre el 2000 i el 2010.
En el seu palmarès destaca la victòria a la Ster Elektrotoer i el Circuit Francobelga el 2003 i la Volta a Valònia de 2004.

## Palmarès
- 1998
  - 1r al ZLM Tour
- 1999
  - Vencedor d'una etapa de la Volta a Saxònia
- 2003
  - 1r al Gran Premi de la vila de Vilvoorde
  - 1r a la Ster Elektrotoer
  - 1r al Circuit Francobelga i vencedor d'una etapa
  - Vencedor d'una etapa de la Volta a Alemanya
- 2004
  - 1r al Tour de la Regió Valona
  - 1r a la Noord Nederland Tour (ex aequo amb 21 ciclistes més)

### Resultats al Tour de França
- 2005. No surt (14a etapa)

### Resultats al Giro d'Itàlia
- 2008. 116è de la classificació general

### Resultats a la Volta a Espanya
- 2000. 117è de la classificació general